# Juan Francisco Rodríguez (Politiker)
Juan Francisco Rodríguez war ein uruguayischer Politiker.
Rodríguez saß in der 6. Legislaturperiode zunächst als stellvertretender Abgeordneter für das Departamento Colonia vom 6. März 1854 bis zum 14. Februar 1855 in der Cámara de Representantes. Sowohl in der anschließenden als auch in der 10. Legislaturperiode war er gewählter Volksvertreter als Repräsentant Colonias und belegte im Zeitraum vom 15. Februar 1855 bis zum 14. Februar 1858 und vom 15. Februar 1868 bis zum 14. Februar 1873 einen Sitz in der Abgeordnetenkammer. Im Rahmen seiner parlamentarischen Aktivität hatte er dabei als Nachfolger Francisco Javier Laviñas von 1870 bis 1872 die Kammerpräsidentschaft inne. Während dieser Zeitspanne standen ihm Isidoro de María als Erster Vizepräsident und Juan J. Acosta als Zweiter Vizepräsident in dieser Funktion zur Seite.